# Исии, Ясуси
Ясуси Исии (яп. 石井 妥師 Исии Ясуси, родился 10 марта 1970 года)  — японский музыкант, композитор и сэйю. Работает в стилях фьюжн, эйсид-джаз, рок. Известен своими работами для аниме — Исии сочинил музыку для «Хеллсинга» и Darker than Black. Позже саундтрек был выпущен двумя отдельными дисками «Raid» и «Ruins».

## Биография
В 1991 году он дебютировал как композитор, работая с Epic Records Japan, и начал сочинять музыку для исполнителей Мисато Ватанабэ, Такаси Уцуномия, участвовал в туре группы T.utu with the Band. Уцуномия выступал вместе с Исии в проекте Boyo-Bozo, который распался после 1995 года. После этого Ясуси сотрудничал с Lazy Knack, Томоэ Синохарой, Масаюки Судзуки и V6.
В 2004 году Уцуномия сформировал группу U_WAVE, где бас-гитаристом стал его давний знакомый Исии.

## Дискография

### Саундтреки
- 2001 — Хеллсинг
- 2003 — The Prince of Tennis (Kaze no Tabibito, Walk on)
- 2006 — Angel Heart Vocal Collection Vol.1 (Daydream Tripper)
- 2009 — Darker than Black
- 2009 — Darker than Black: Gemini of the Meteor
- 2009 — Hellsing Ultimate Extra[3]
- 2016 — Blind Eyes[4]
- 2016 — Drifters (вместе с Хаято Мацуо)[5][6]

### Исполнители
- Kimeru — Make You Free... (2002)[7], Starry Heavens (2006)
- Nana Kana — Flying Cherry (2008)
- U_WAVE — Daydream Tripper, U_WAVE (2006)
- V6 — A Jack in the Box (1998)
- Масатака Фудзисигэ — Keep your style / Walk on (2002)
- Мисато Ватанабэ — Hdaka no kokoro (1998), Uta no Ki Gift (2000), Soreiyu (2002)[8], Ju no Himitsu (2003)
- Кристал Кэй — Eternal Memories (1999), Komichi no Hana (1999), Teenage Universe (1999), C.L.L Crystal Lover Light (2000), Shadows of Desire (2000)